# Alpheus heterochaelis
Alpheus heterochaelis är en kräftdjursart som beskrevs av Thomas Say 1818. Alpheus heterochaelis ingår i släktet Alpheus och familjen Alpheidae. Inga underarter finns listade i Catalogue of Life.

## Bildgalleri

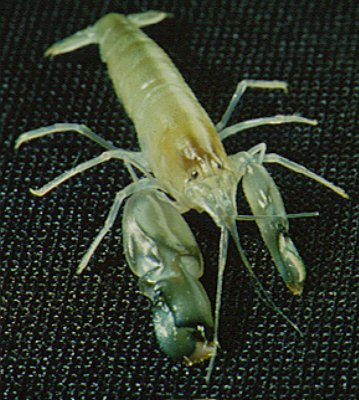